# Ladmóczi István
Ladmóczi István (1646  – 1684 után) református lelkész.

## Élete
Az utrechti egyetem hallgatója volt 1667-ben, azután Szelcén (Gömör megye) volt lelkész. 1674. február 28-án idéztetett meg a pozsonyi törvényszékhez, ahol március 13-án meg is jelent és április 4-én elitéltetett fő- és jószágvesztésre; mint elítélt még azután szabadon járt, csak május 30-án vettették tömlőcbe, melyből ugyanazon nap felhozatván, elvitték Sárvárra, ahol június 2-án bilincsbe verve fogságba került és itt szenvedett egy évig és hónapig. Ezután több társával együtt Stájerországba vitték Grazba, onnét Triesztbe, ahol 1675. június 15-től veréssel, tömlőcöléssel és más kínzással gyötörték. Végül Buccari horvátországi várba hurcolták, ahol október 12-től 1676. május 2-ig hideg, éhség, szomjúság és a börtön szenvedései által erejéből csaknem kimerült, míg végül császári diploma következtében, Szalontai István közbenjárására, megszabadult. Előbb Velencébe, azután Zürichbe ment és ott több társával együtt tartózkodott egy ideig. Ez időben Lavater János felszólítására szenvedései és megszabadulása főbb mozzanatait följegyezte 1676. július 13-án. 1684-ben serki (Gömör megye) pap volt, mert Kaposi Sámuel, Disputatio philosophica continens Determinationes Ontologicas ... Ultrajecti, 1684. című munkáját a többek közt neki is, mint serki papnak, ajánlja.
Üdvözlő latin verset írt Liszkai P. András, Dispuatio Theologica De Sanctorum Angelorum Vigilia ... Ultrajecti, 1667. című munkába.
Albuma, melyben barátaitól vannak emléksorok 1676-ból haránt 12rét 236 lap (a Magyar Nemzeti Múzeum kézirati osztályában.)